# Paul Fusco
Paul Fusco, född 29 januari 1953 i New Haven i Connecticut, är en amerikansk dockspelare, röstskådespelare, skådespelare, tv-producent och manusförfattare. Fusco är främst känd som dockspelare och röst till titelrollen i komediserien Alf, en serie han även skapat samt var manusförfattare, producent och regissör för.

## Filmografi i urval
- 1981 – The Crown of Bogg (TV-film) (manus och röstroll)
- 1983 – Santa's Magic Toy Bag (TV-serie) (manus och röstroll)
- 1983 – A Thanksgiving Tale (TV-serie) (röstroll)
- 1986–1990 – Alf (TV-serie) (roll, manus, produktion och regi) (102 avsnitt)
- 1987–1989 – ALF: The Animated Series (TV-serie) (röstroll)
- 1987 – Matlock (TV-serie) (roll)
- 1991 – Blossom (TV-serie) (roll)
- 1991 – Spacecats (TV-serie) (skapare och röstroll)
- 1996 – Project ALF (roll, manus och produktion)
- 2004 – ALF's Hit Talk Show (TV-serie) (roll, Alf)
- 2016 –  Donald Trump's The Art of the Deal: The Movie (roll, Alf)
- 2016 – Mr. Robot (TV-serie) (roll, Alf)